# Maspujols (kommun)
Maspujols är en kommun i Spanien.   Den ligger i provinsen Província de Tarragona och regionen Katalonien, i den östra delen av landet, 400 km öster om huvudstaden Madrid. Antalet invånare är 750. Arean är 3,7 kvadratkilometer. Maspujols gränsar till Alforja, L'Aleixar, Riudoms och Les Borges del Camp. 
Terrängen i Maspujols är huvudsakligen platt, men åt nordväst är den kuperad.